# Cuisine libyenne
La cuisine libyenne est un mélange de traditions culinaires, pratiques, aliments et plats associés avec la Libye. Cette cuisine tire une grande partie des traditions de la cuisine berbère, méditerranéenne, maghrébine, moyen-orientale, tunisienne, et notamment égyptienne. L'un des plats les plus populaires en Libye est une soupe épicée épaisse, la shorba arabiya (en français : soupe arabe). Cette soupe contient plusieurs des ingrédients issus de nombreux autres plats libyens, tels que les oignons, les tomates, l'agneau ou le poulet, les piments, le poivre de Cayenne, le safran, les pois chiches, la menthe, la coriandre et le persil. Conformément à la charia, le porc est interdit.
À Tripoli, capitale de la Libye, la cuisine est particulièrement influencée par la cuisine italienne. Les pâtes sont courantes ainsi que les plats de fruits de mer. D'autres cuisines locales comme la cuisine montagnarde des montagnes et la cuisine méridionale au Sud de la Libye sont plus traditionnellement maghrébines, berbères et arabes. Les fruits et légumes sont privilégiés et incluent les figues, les dattes, les oranges, les abricots et les olives.

## Aliments et plats typiques
Le bazeen est un aliment commun en Libye, fait avec de la farine de blé bouillie dans de l'eau salée pour obtenir une pâte dure qui est ensuite placée au milieu de l'assiette. La sauce autour de la pâte est faite d'oignons hachés et frits et de viande d'agneau, curcuma, sel, poivre de Cayenne et poivre noir, fenugrec, paprika doux et sauce tomate. Des pommes de terre peuvent également être ajoutées. Enfin, des œufs bouillis sont disposés autour de la pâte. Le plat est ensuite servi avec du citron et des piments frais ou marinés, connus sous le nom d'amsyar. Batata mubattana (pommes de terre farcies), est un autre plat populaire qui se compose de morceaux de pommes de terre frites farcis à la viande hachée épicée et couverts avec de l’œuf et de la chapelure.

## Boissons
Le thé libyen est une boisson épaisse qui est servie dans un petit verre, souvent accompagné de cacahuètes ou de Kaak Malih. Le café en provenance d'Amérique et de Colombie est également consommé en Libye, connu sous l'appellation impropre « Nescafé ». Les boissons gazeuses et l'eau minérale y sont également consommées. Le thé à la menthe est aussi une boisson populaire. Toutes les boissons alcoolisées sont interdites en Libye depuis 1969, conformément à certaines interprétations locales des lois religieuses de l'islam.

## Galerie

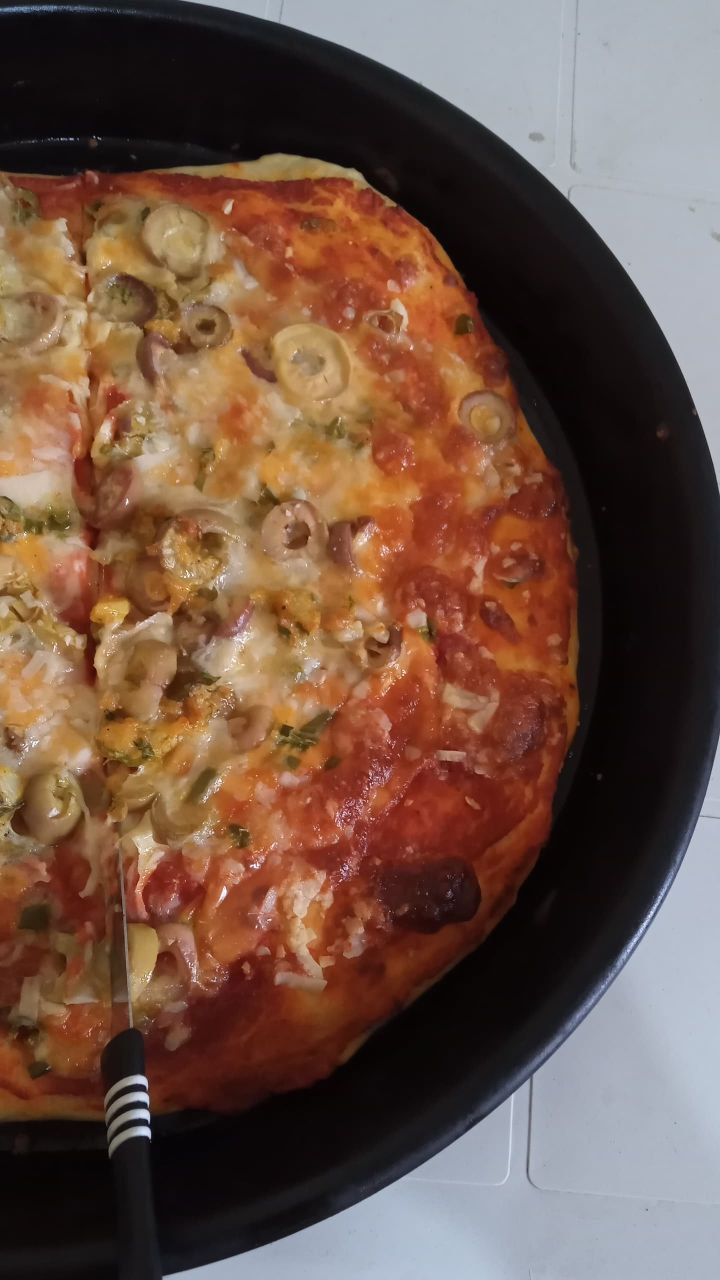
plat liyen à base d'aubergine et d'olive
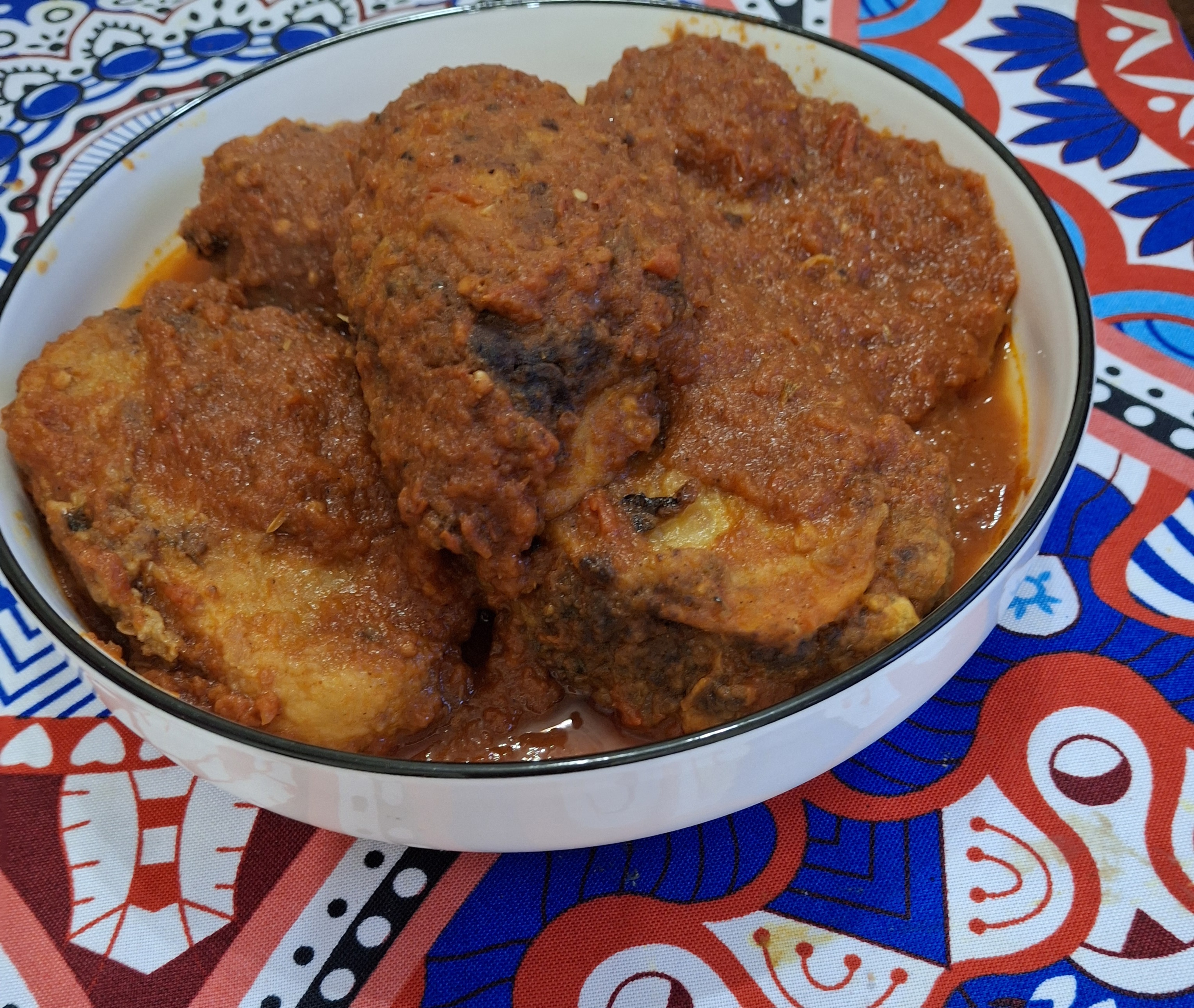
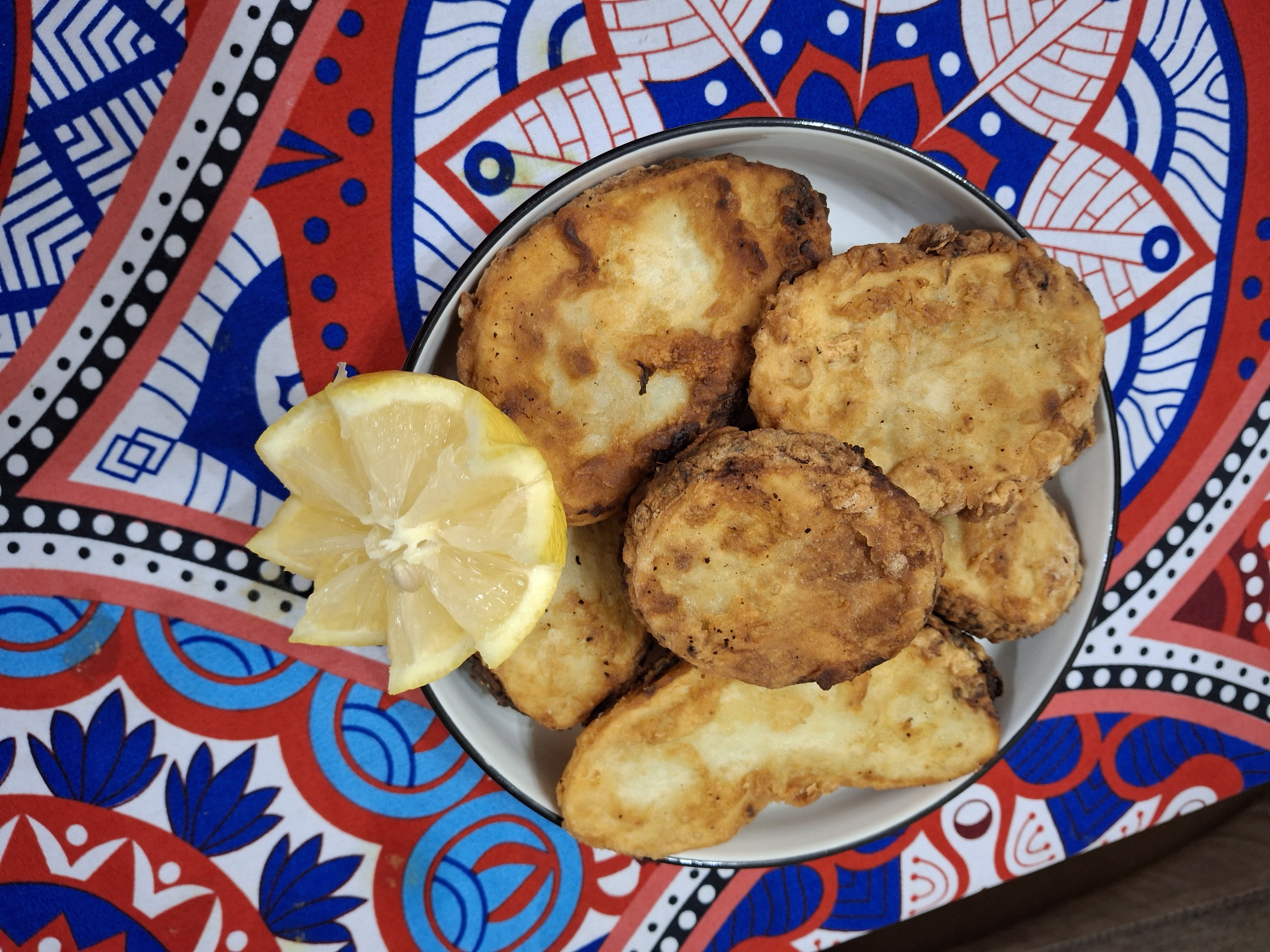
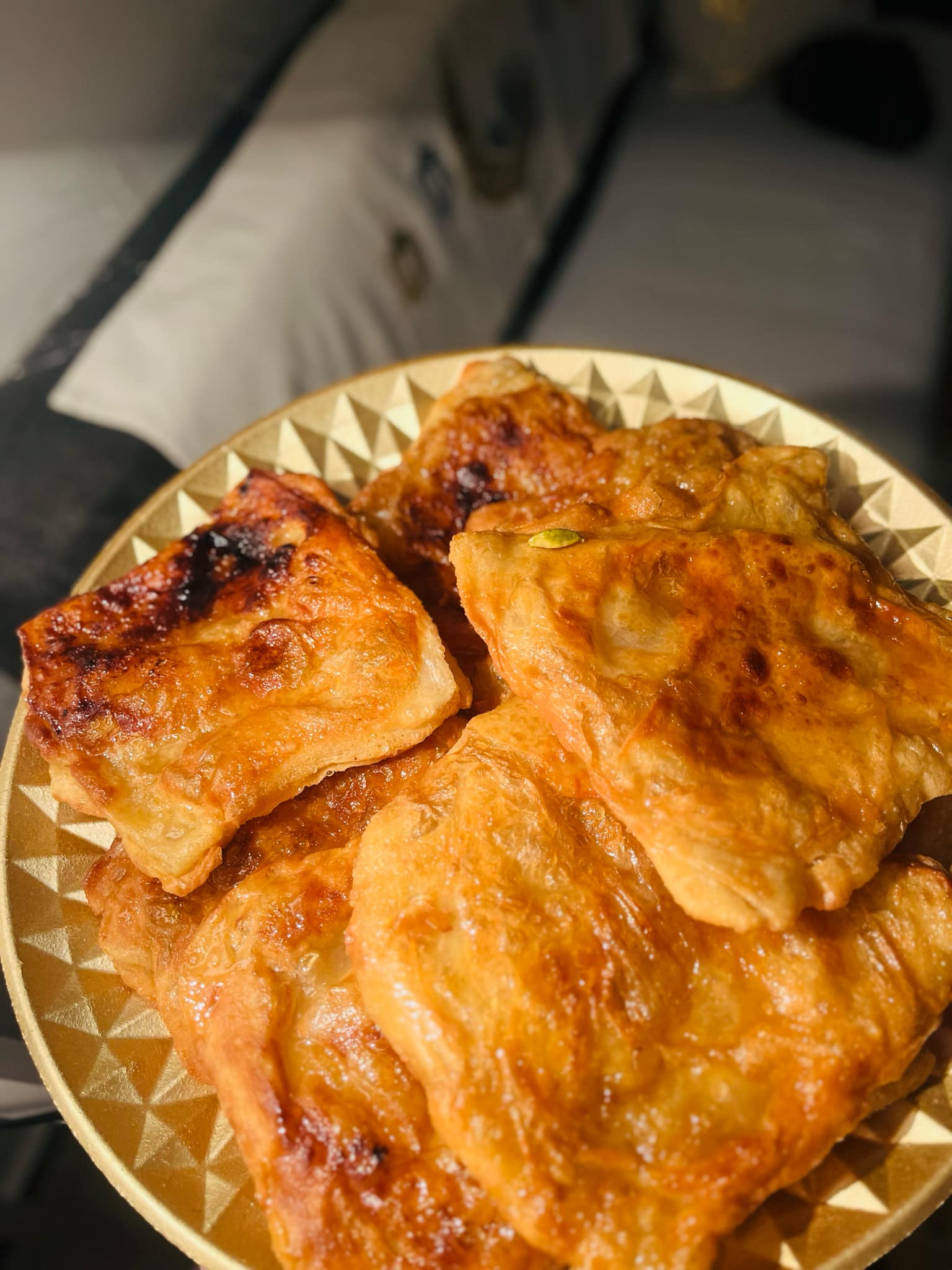
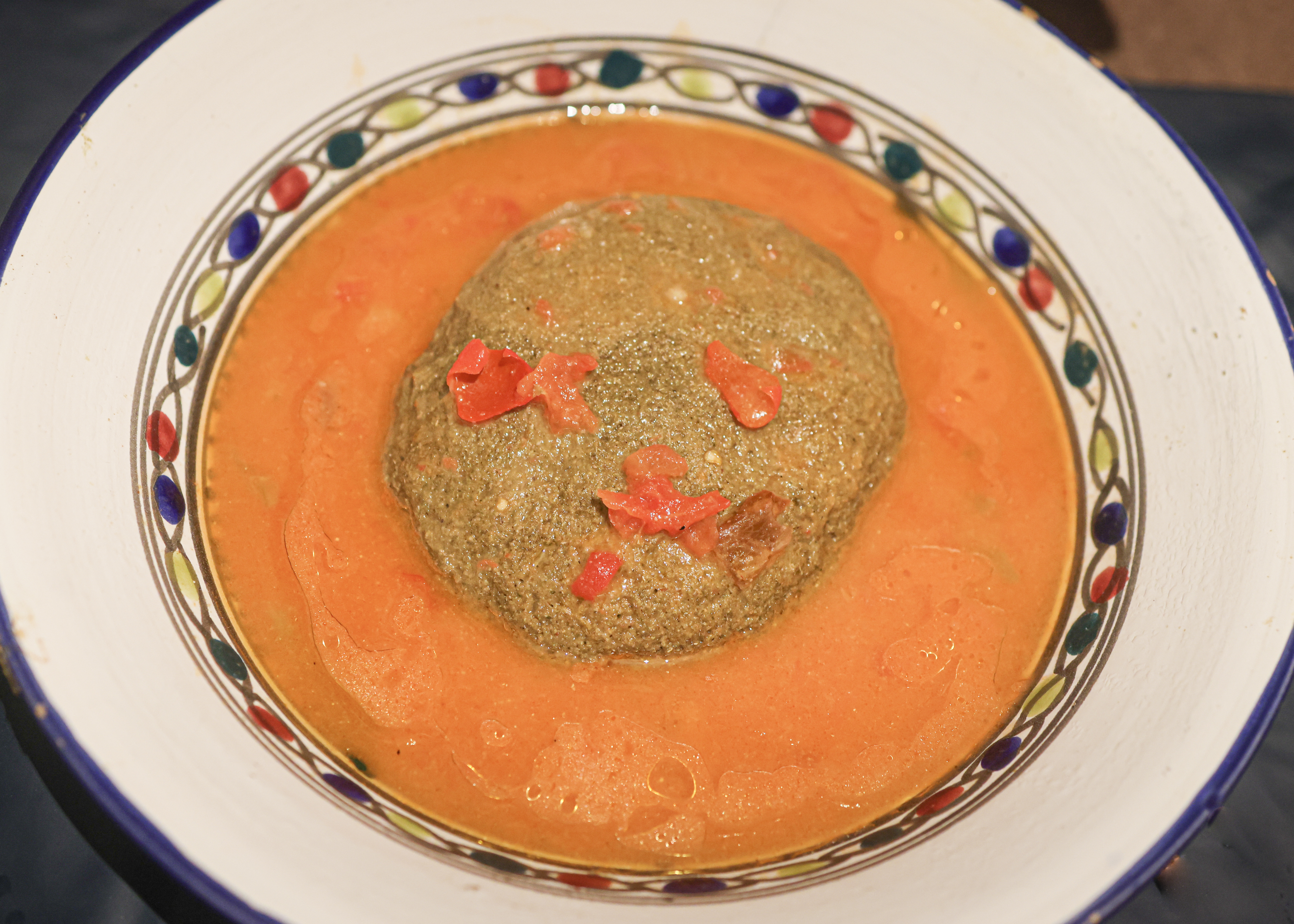
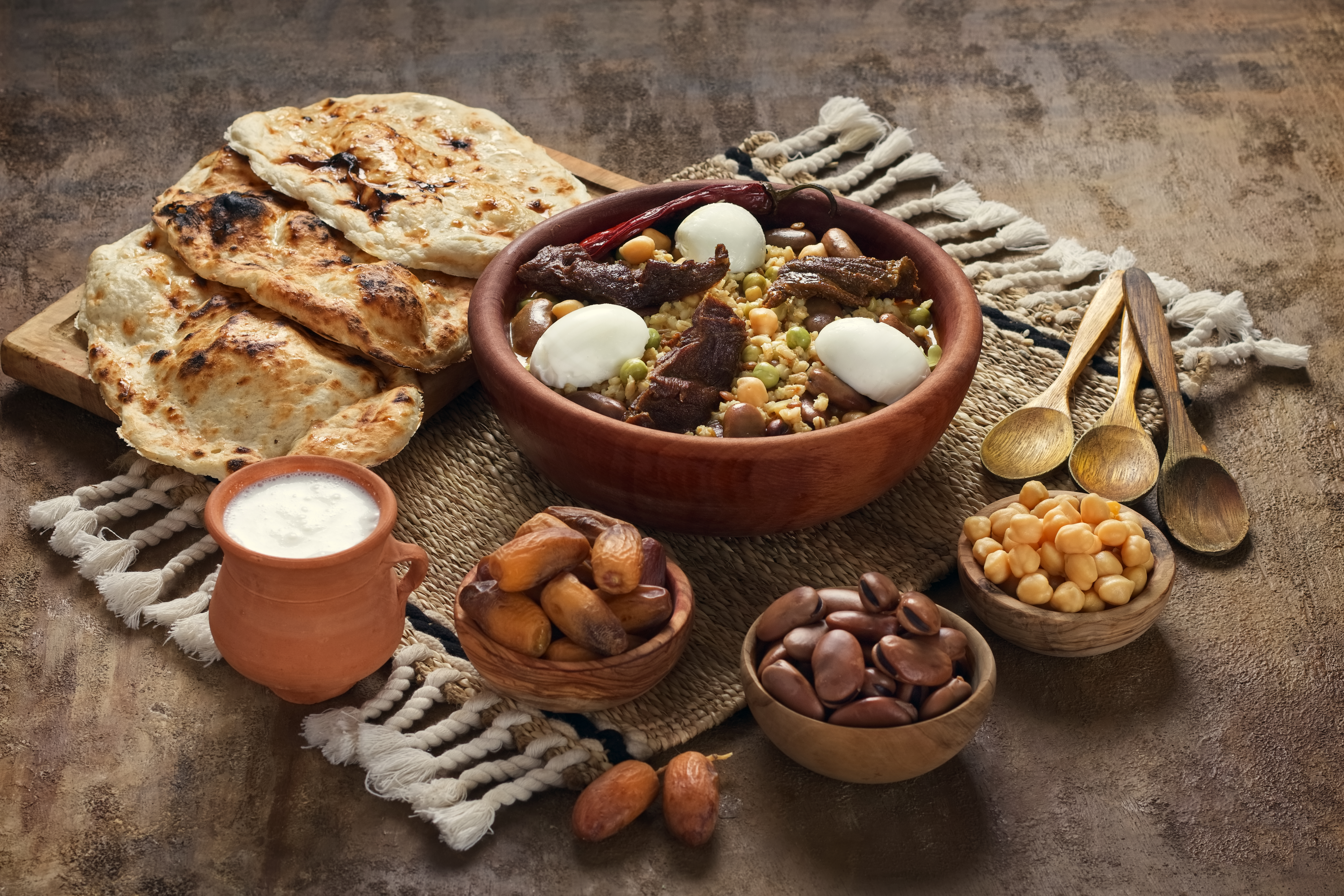
Tamkhdal, un plat libyen
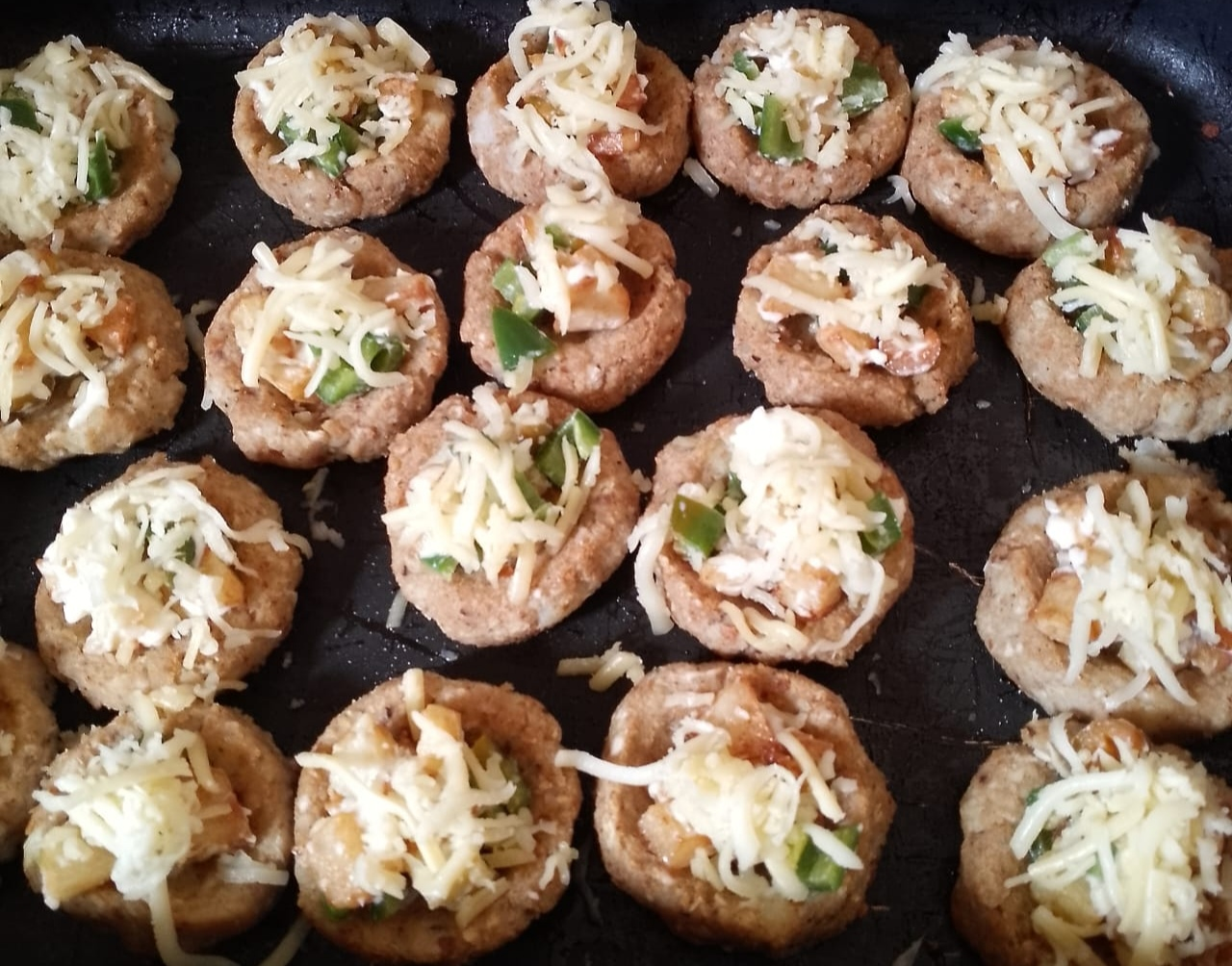
déssert à base de pomme de terre
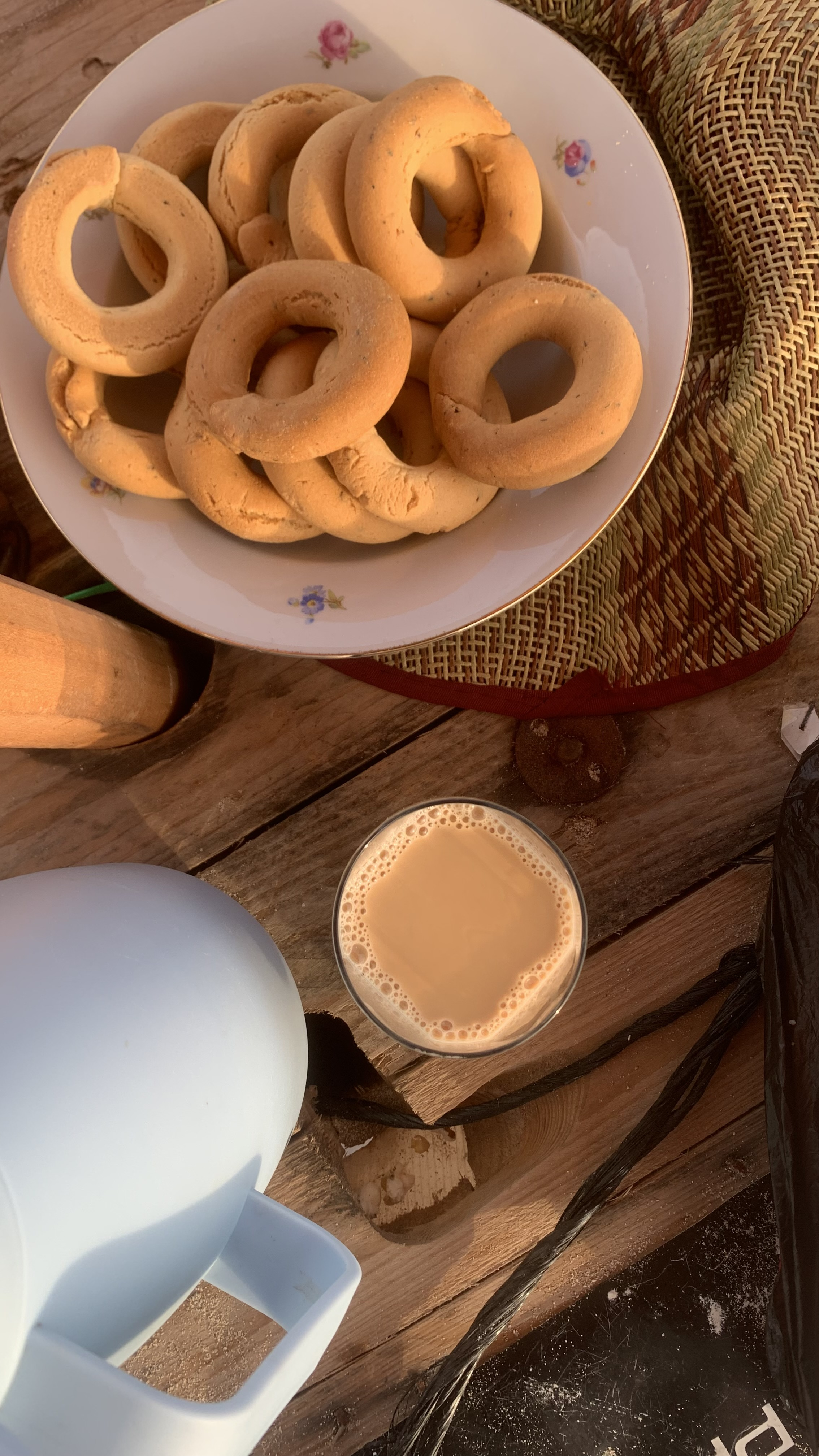
Un verre de lait et des gâteaux

## Source
- (en) Cet article est partiellement ou en totalité issu de l’article de Wikipédia en anglais intitulé « Libyan cuisine » (voir la liste des auteurs).